# Parthenodes scaralis
Parthenodes scaralis là một loài bướm đêm trong họ Crambidae.